# 10467 Peterbus
10467 Peterbus este o planetă minoră (asteroid) din centura de asteroizi. A fost descoperită pe 1 martie 1981 la Observatorul Siding Spring de Schelte J. Bus. 
Obiectul prezintă o orbită caracterizată de o semiaxă mare de 2,6897612 UAi, o excentricitate de 0,15, o înclinație de 5,69463 ° în raport cu ecliptica.